# 바칼랴우

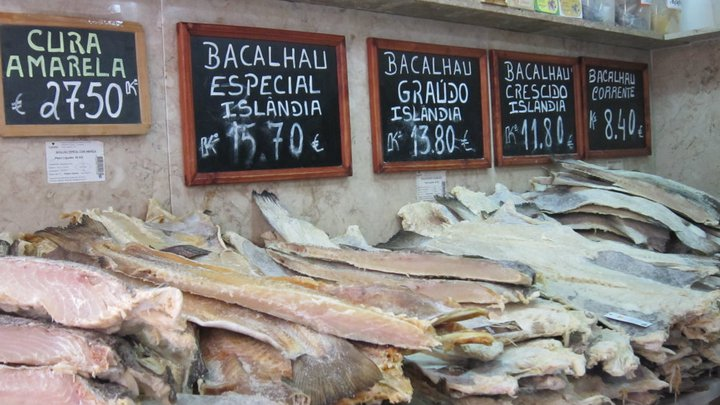
포르투갈 리스본의 바칼랴우 매대

바칼랴우(포르투갈어: bacalhau)는 포르투갈어로 "대구"를 뜻하는 말이다. 특히 소금에 절여 말린 "염대구"를 일컫는데, 절여 말리지 않은 대구는 따로 "신선한 대구"라는 뜻인 "바칼랴우 프레스쿠(bacalhau fresco)"라 부르기도 한다. 염대구를 특정하는 말은 "소금 친 대구" 또는 "짠 대구"라는 뜻인 "바칼랴우 살가두(bacalhau salgado)"이다.
포르투갈의 국민 식재료로 여겨지며, 포르투갈 요리 외에도 마카오, 브라질, 앙골라, 인도 고아, 카보베르데 등 과거에 포르투갈의 식민지였던 지역에서 흔히 먹는다. 포르투갈에만 1000 가지가 넘는 바칼랴우 요리가 있다고 알려져 있으며, 경조사 때나 명절 때도 바칼랴우 요리가 빠지지 않는다.

## 요리

### 포르투갈
- 메이아데스페이타(meia-desfeita): 삶은 바칼랴우와 병아리콩으로 만드는 리스본 지역의 요리이다.
- 바칼랴우 아 고메스 드 사(bacalhau à Gomes de Sá): 우유에 담가 두었던 바칼랴우로 만드는 포르투 지역의 요리이다.
- 바칼랴우 아 라가레이루(bacalhau à lagareiro): 구운 바칼랴우에 볶은 마늘과 삶은 감자 등을 곁들이는 베이라리토랄 지역의 요리이다.
- 바칼랴우 아 미뇨타(bacalhau à minhota): 튀긴 바칼랴우에 볶은 양파와 감자튀김을 곁들여 내는 미뉴 지역의 요리이다.
- 바칼랴우 아 브라스(bacalhau à Brás): 삶은 바칼랴우와 볶은 양파, 얇은 감자튀김을 달걀과 섞어 익힌 요리이다.
- 바칼랴우 아 제 두 피푸(bacalhau à Zé do Pipo): 으깬 감자 위에 기름에 지진 바칼랴우를 올리고 볶은 양파와 마요네즈 등을 곁들여 내는 요리이다.
- 바칼랴우 아사두 콩 바타타스 아 무후(bacalhau assado com batatas a murro): 바칼랴우와 감자 및 다른 채소를 용기에 담고 올리브유를 부어서 오븐에 구워 내는 요리이다.
- 바칼랴우 알바르다두(bacalhau albardado): 바칼랴우에 튀김옷을 입혀 튀긴 요리이다.
- 바칼랴우 이스피리투알(bacalhau espiritual): 삶은 바칼랴우와 채썰어 익힌 당근 등을 루와 우유로 만든 소스와 섞은 뒤 치즈를 덮어 오븐에 구워 내는 캐서롤 요리이다.
- 바칼랴우 콩 나타스(bacalhau com natas): 바칼랴우, 양파, 감자와 크림을 넣어 오븐에 구워 내는 요리이다.
- 파스텔 드 바칼랴우(pastel de bacalhau): 바칼랴우와 감자, 달걀, 양파, 파슬리 등을 섞어 만든 어묵 또는 생선완자이다.
- 파타니스카 드 바칼랴우(patanisca de bacalhau): 바칼랴우와 양파, 파슬리 등을 밀가루 반죽물과 섞어 튀긴 이스트레마두라 지역의 요리이다.

## 사진 갤러리

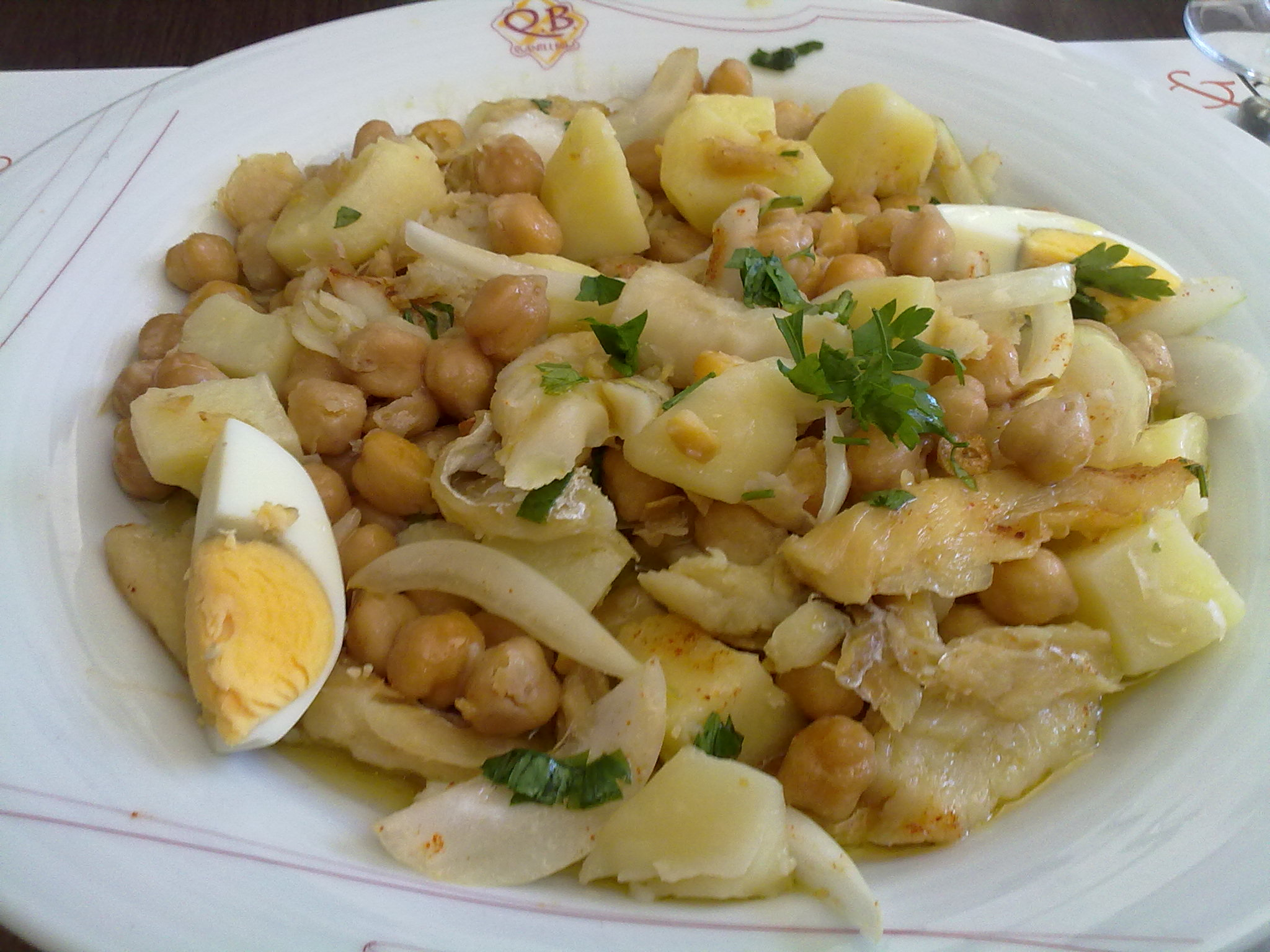
메이아데스페이타
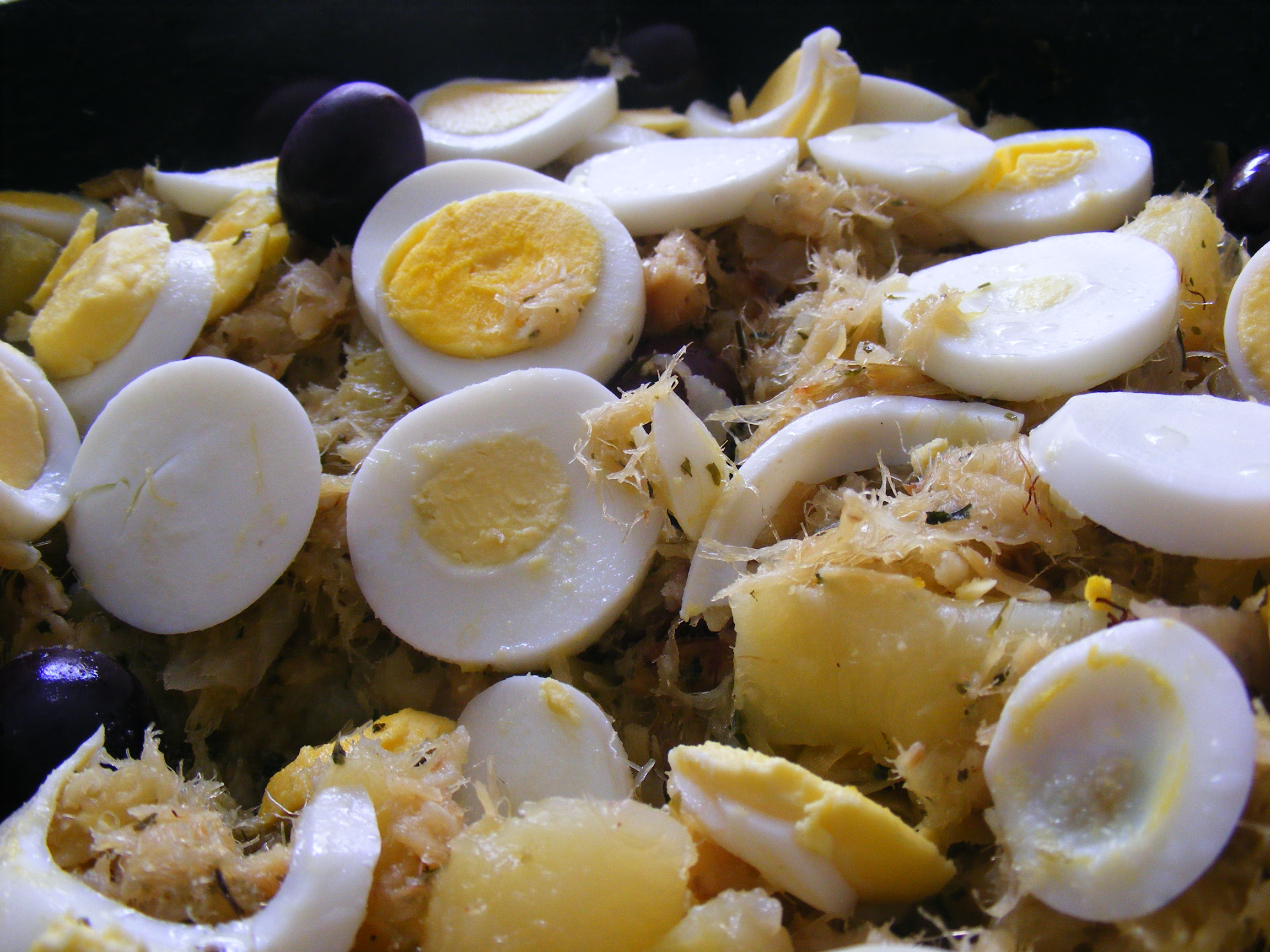
바칼랴우 드 파스코아
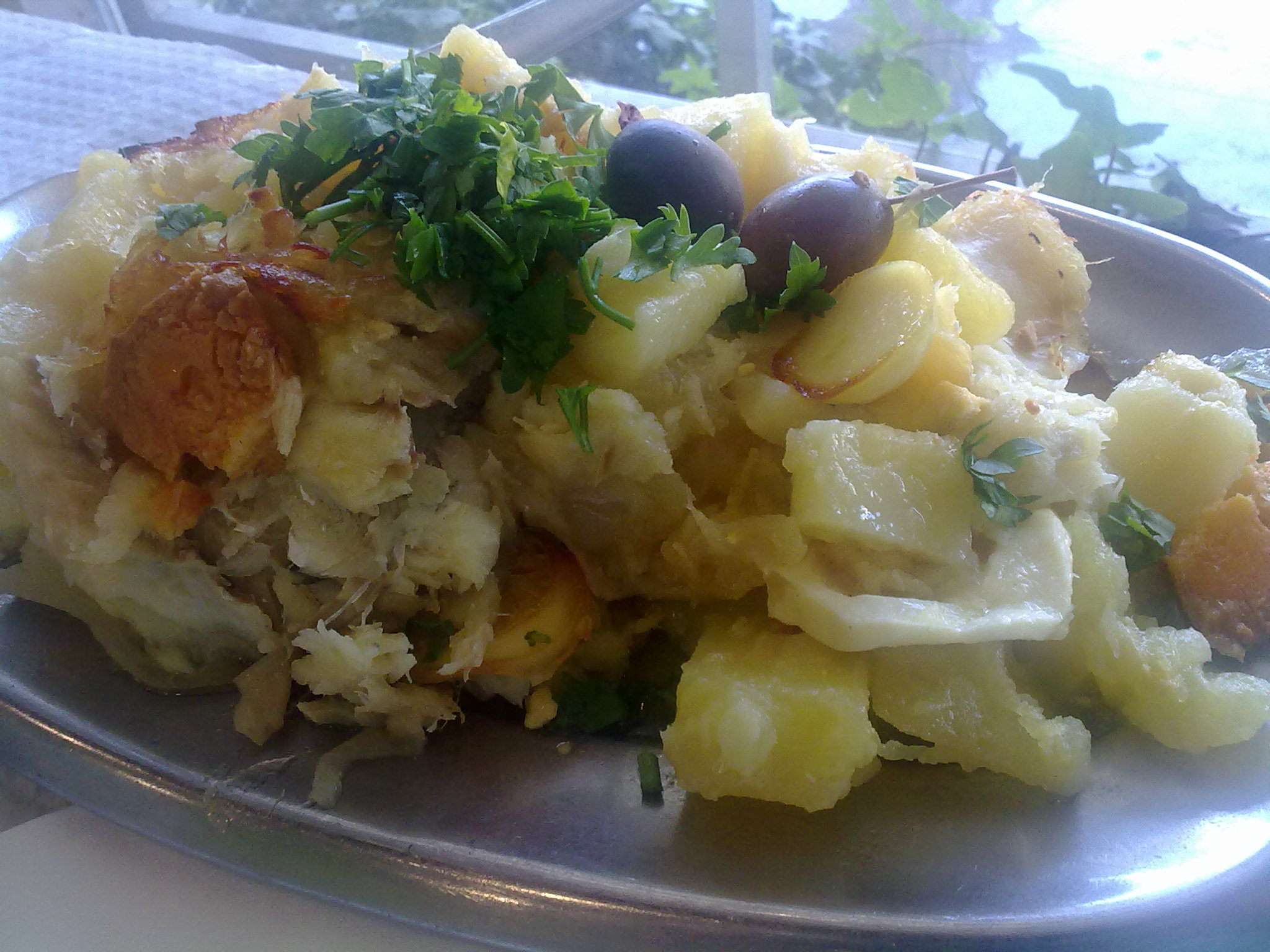
바칼랴우 아 고메스 드 사
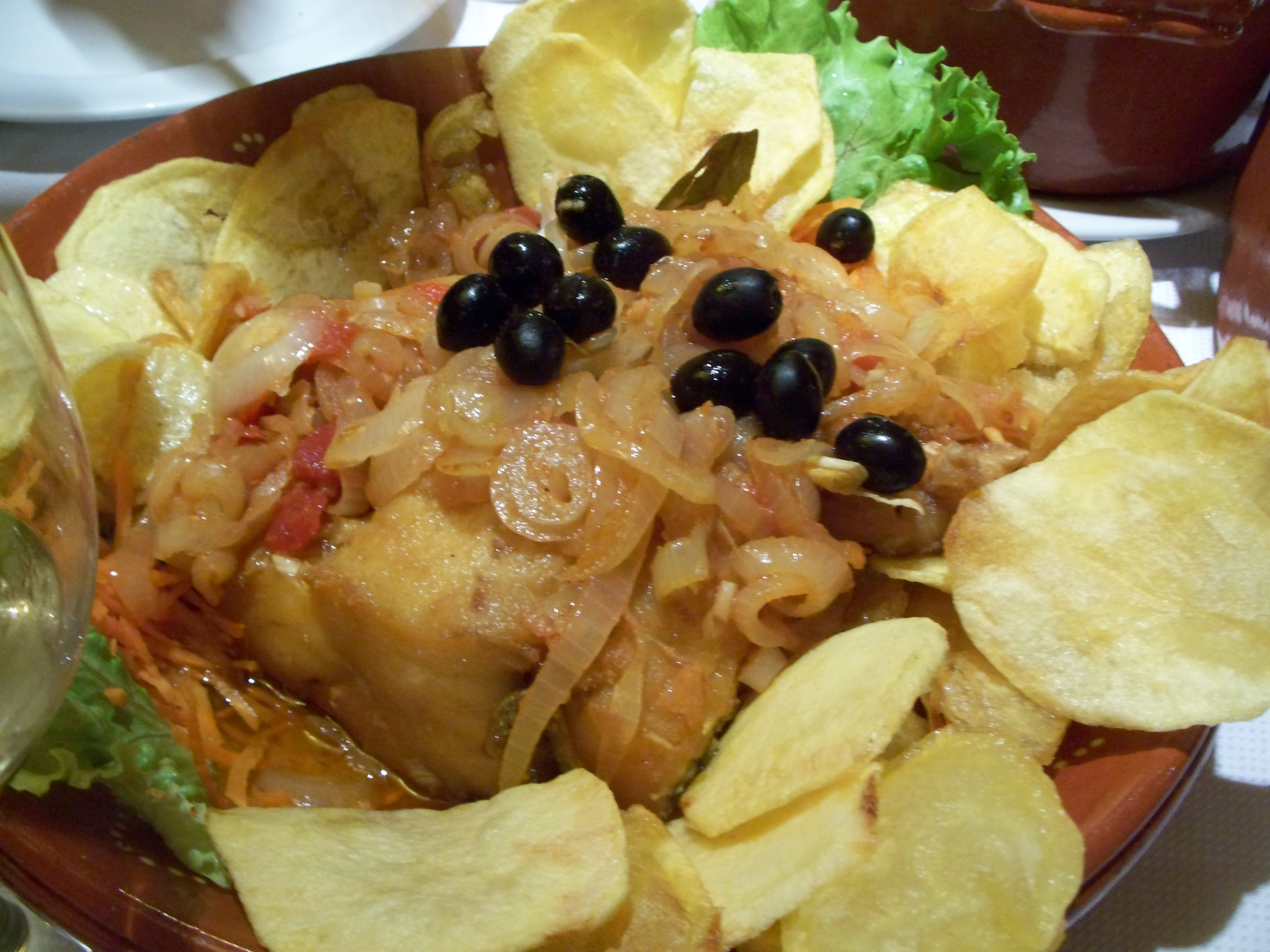
바칼랴우 아 미뇨타
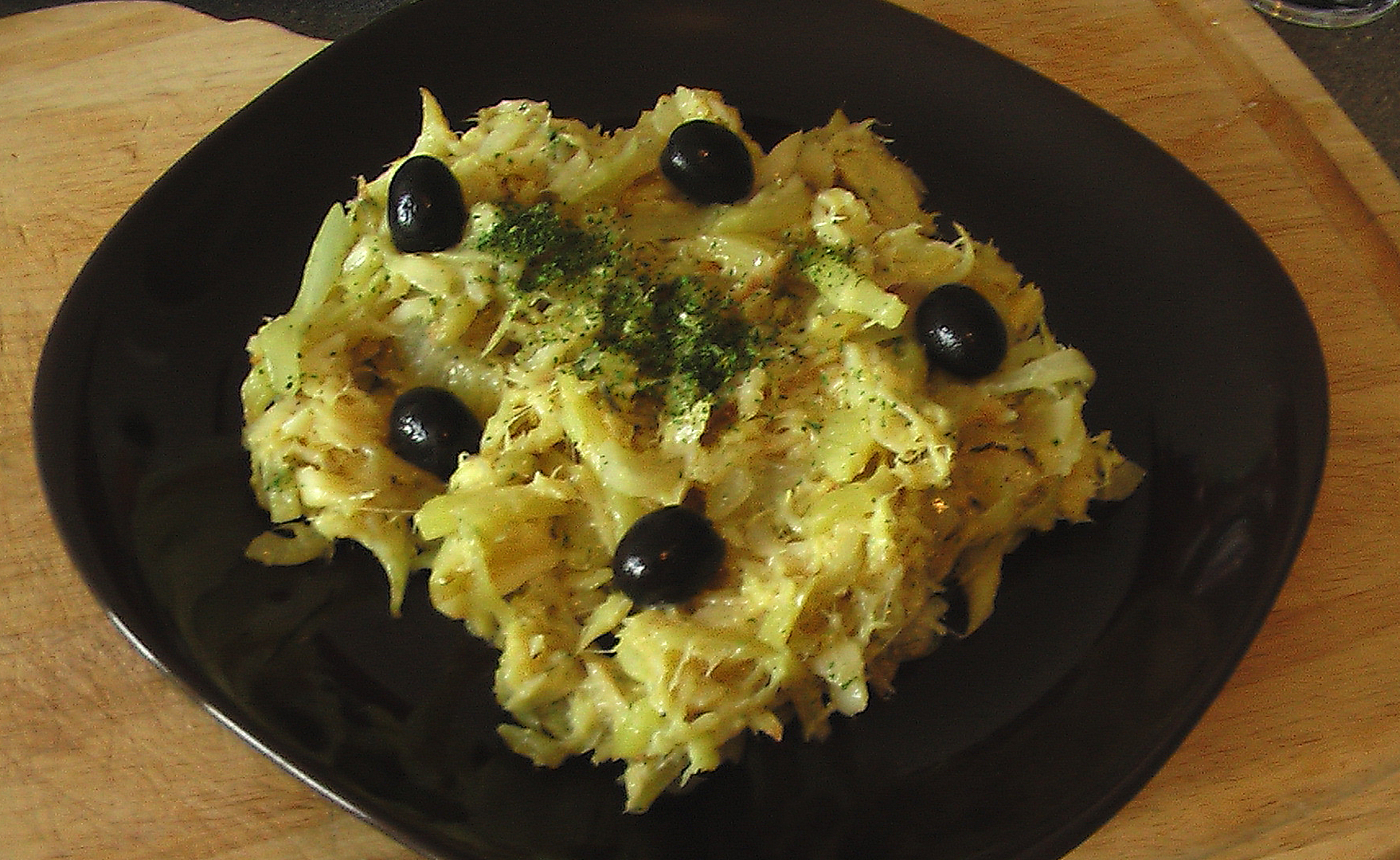
바칼랴우 아 브라스
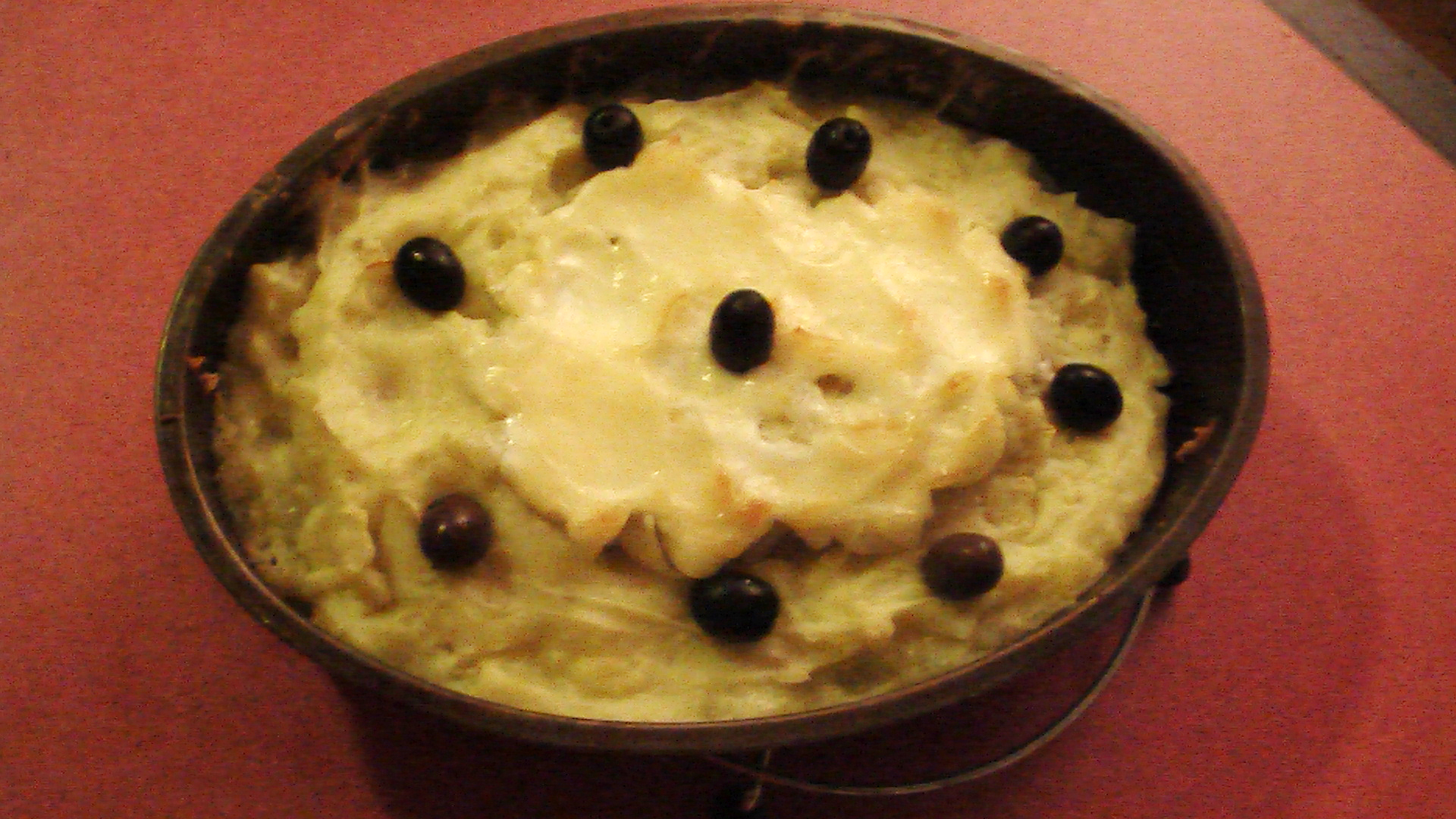
바칼랴우 아 제 두 피푸
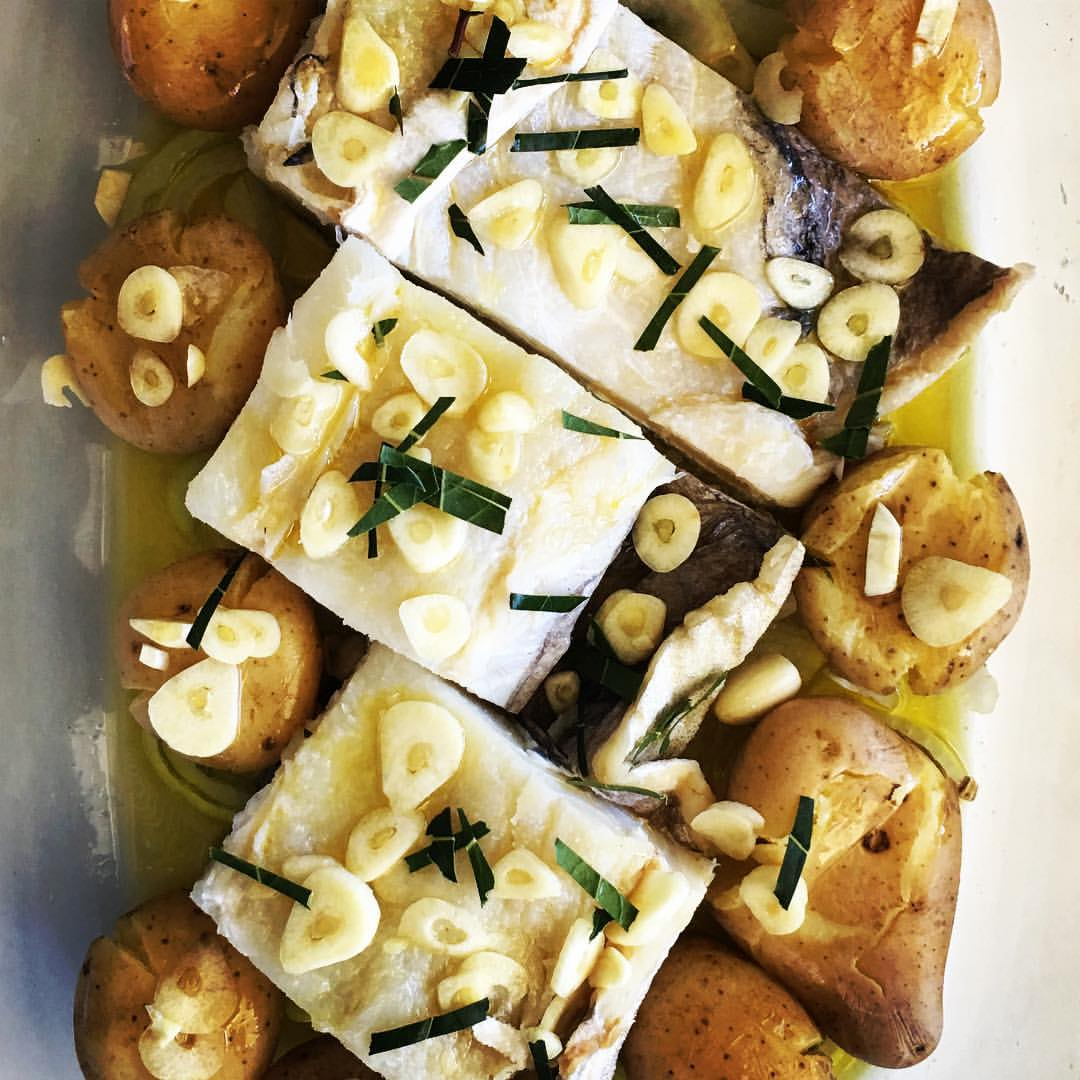
바칼랴우 아사두 콩 바타타스 아 무후
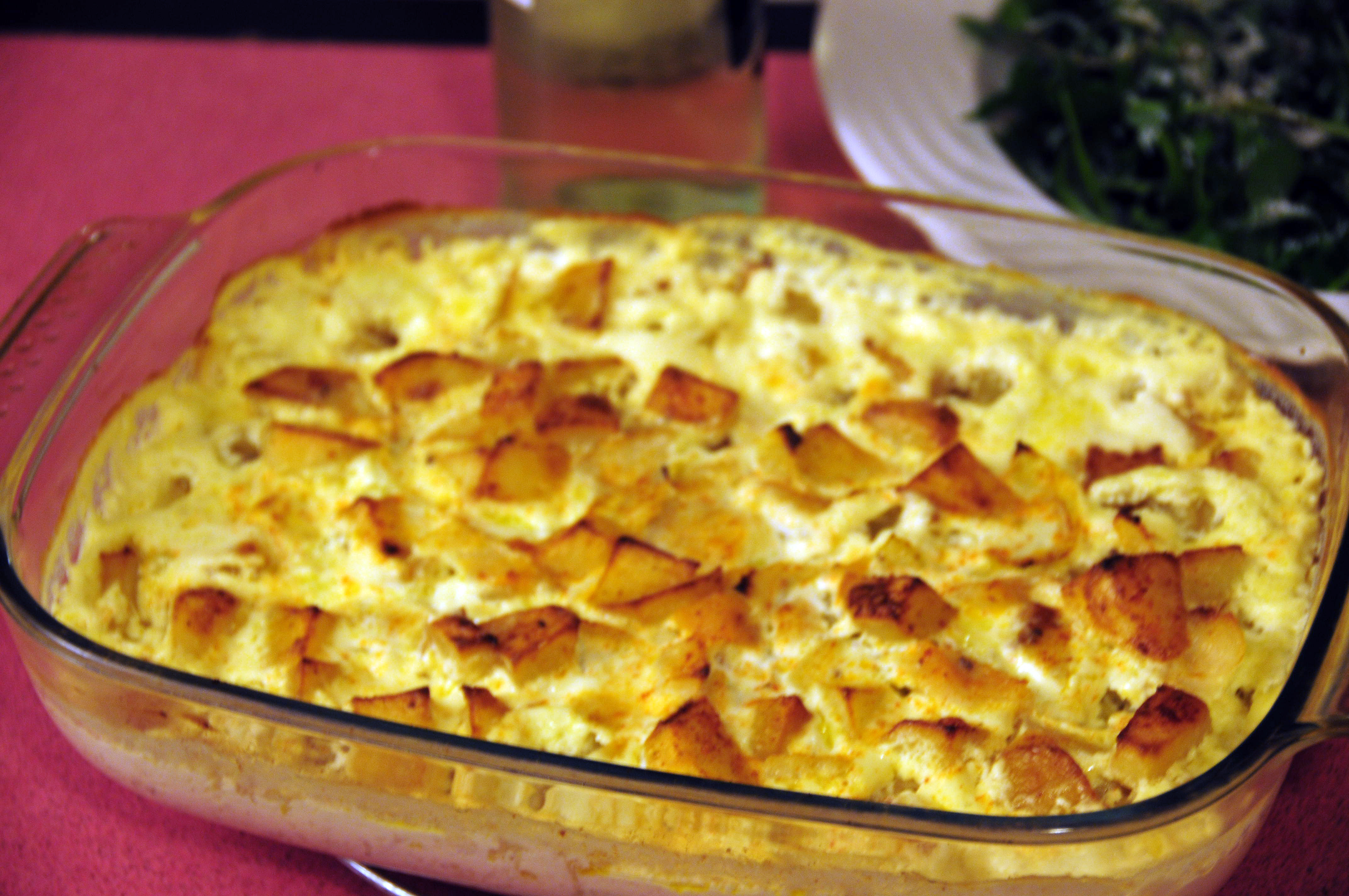
바칼랴우 콩 나타스
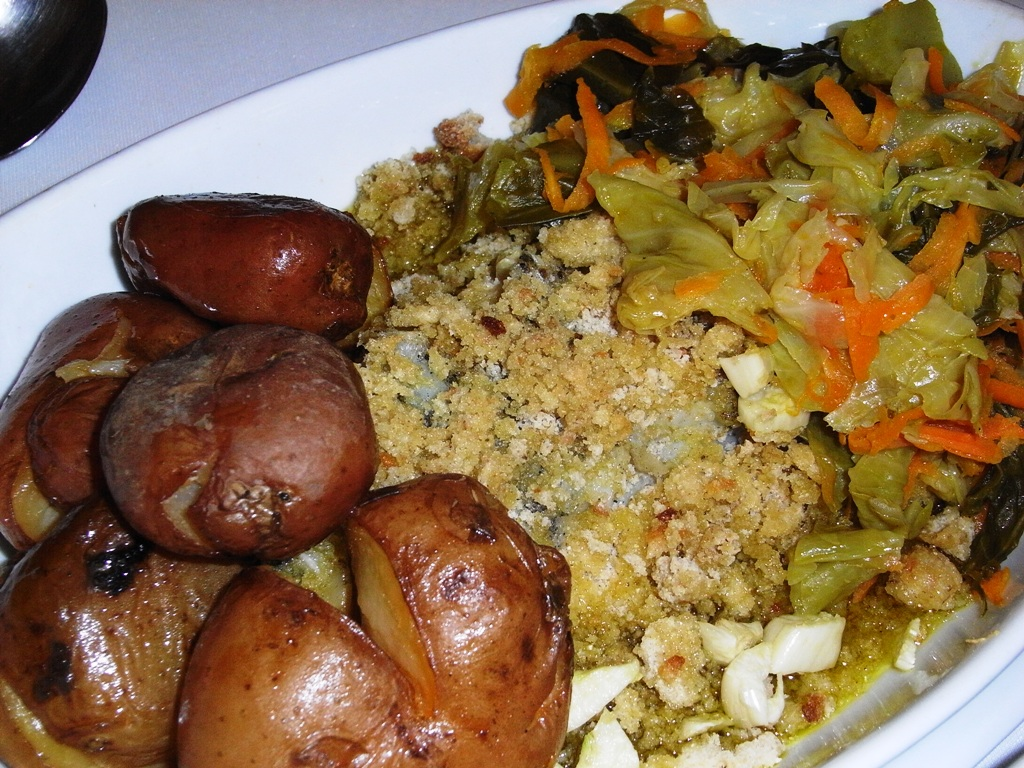
바칼랴우 콩 브로아
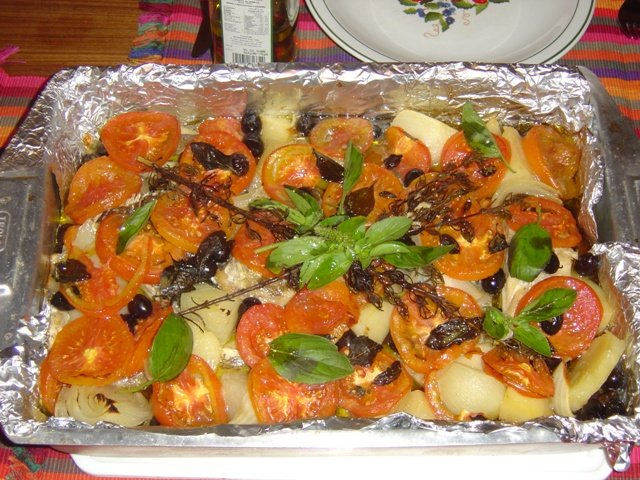
바칼료아다
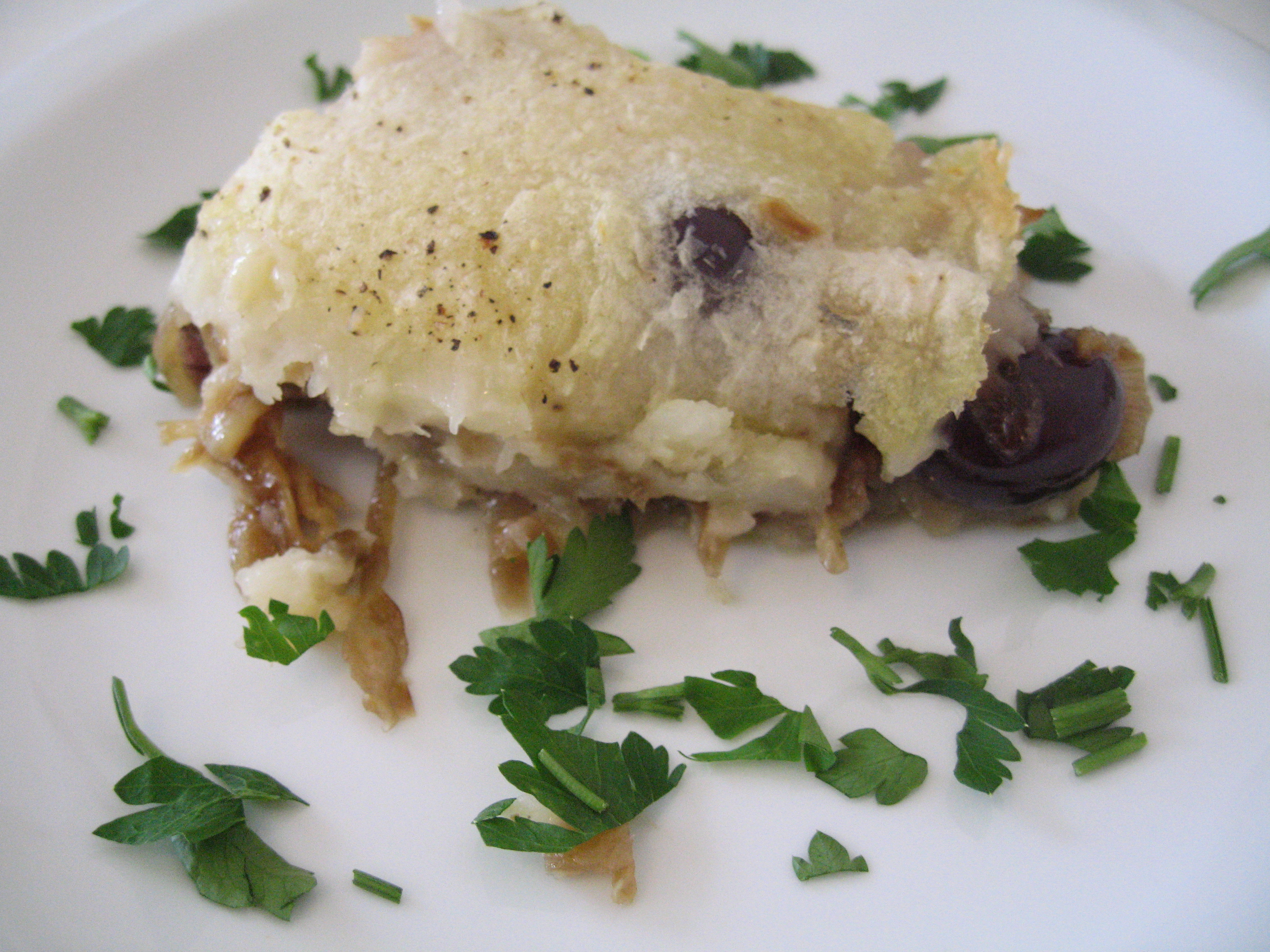
토르타 드 바칼랴우
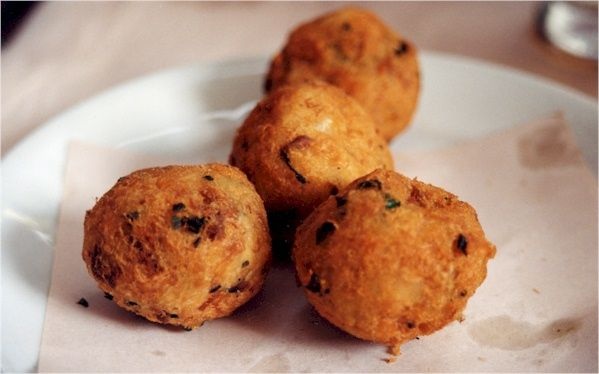
파스텔 드 바칼랴우
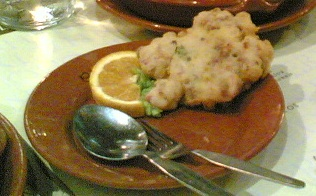
파타니스카 드 바칼랴우

## 같이 보기
- 바칼라
- 클리프피스크